# Signo de ídem
El signo de ídem (〃) es un símbolo tipográfico que indica que la(s) palabra(s) u objeto(s) arriba de ellas se repiten. Por ejemplo:
Dos litros de leche ..... 2,25 €
Cuatro  〃  〃  〃   ..... 4,50 €

El signo de ídem está codificado en el estándar Unicode como el carácter U+3003. Sin embargo, en la práctica es más común que se utilicen las comillas inglesas (” o ").
Se desaconseja el uso de estos signos en documentos formales.